# Neocorvicoana tricolor
Neocorvicoana tricolor är en skalbaggsart som beskrevs av Paul Norbert Schürhoff 1933. Neocorvicoana tricolor ingår i släktet Neocorvicoana och familjen Cetoniidae. Inga underarter finns listade i Catalogue of Life.